# Catocala lugduniensis
Catocala lugduniensis är en fjärilsart som beskrevs av Miller. Catocala lugduniensis ingår i släktet Catocala och familjen nattflyn. Inga underarter finns listade i Catalogue of Life.